# Bicentenaria

Comparação de tamanho com um humano

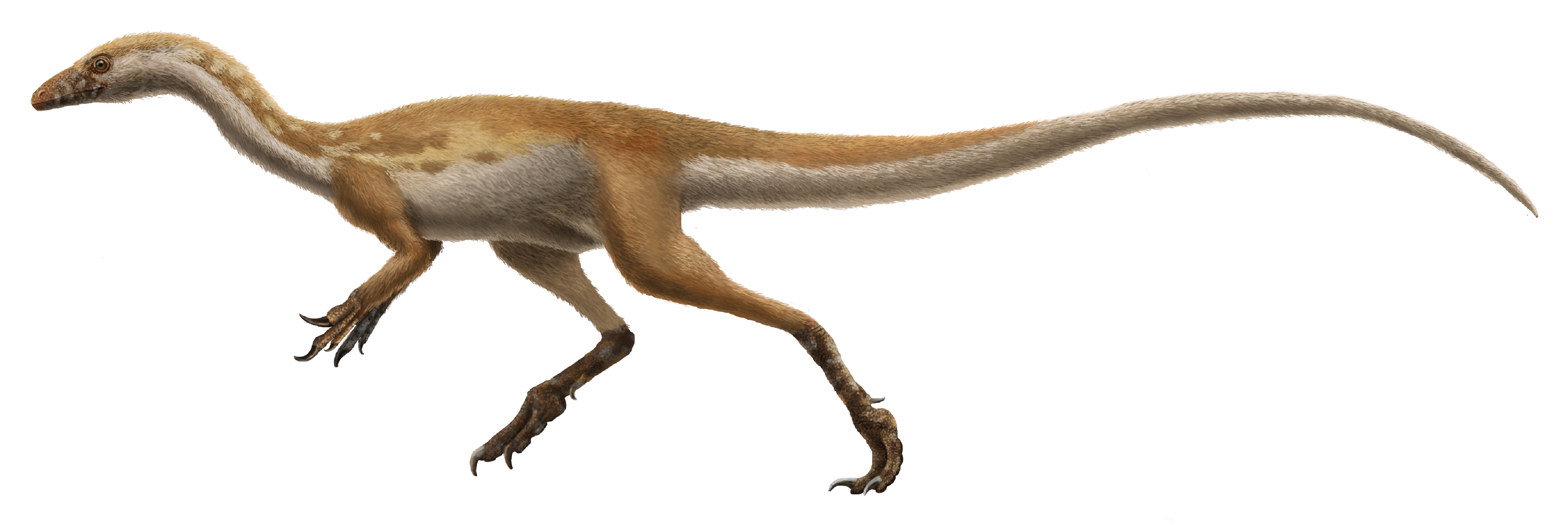
Reconstrução paleoartística

Bicentenaria é um gênero fóssil de dinossauro terópode do Cretáceo Superior da Argentina. Há uma única espécie descrita para o gênero Bicentenaria argentina. Seus restos fósseis foram encontrado nas proximades do lago Ramos Mexía ao sul da província de Río Negro em 1998. O nome científico é em homenagem ao bicentenário do Museu Argentino das Ciências Naturais.